# تشندة (شليل)
تشندة (بالفارسية: چنده) هي قرية تقع في إيران في قسم شلیل الريفي. يقدر عدد سكانها بـ 236 نسمة .